# Alberto Braglia

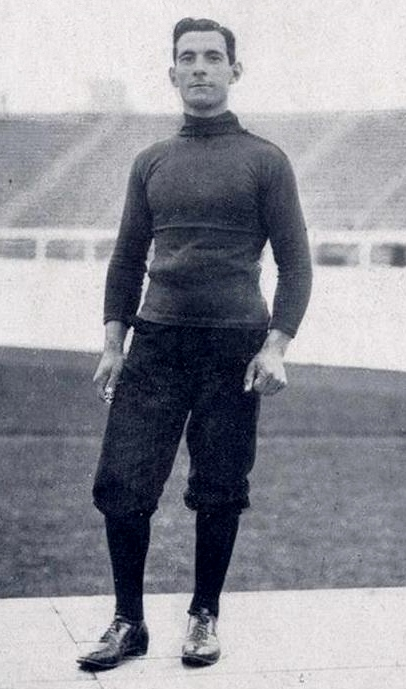
Foto en Lo Sport Fascista, n.º 1, 1928.

Alberto Braglia (Campogallano, Italia 1883-Modena, Italia 1954) fue un gimnasta artístico italiano ganador de tres medallas olímpicas.

## Biografía
Nació el 23 de marzo de 1883 en la ciudad de Campogallano, población situada en la provincia de Módena y la región de Emilia-Romaña, que en aquellos momentos formaba parte del Reino de Italia (1861 a 1946) y que hoy en día forma parte de la República Italiana.
Murió el 5 de febrero de 1954 en su residencia de la ciudad de Módena, en la más absoluta pobreza, a causa de una trombosis.

## Carrera deportiva
Participó, a los 23 años, en los Juegos Olímpicos de verano de 1906 realizados en Atenas (Grecia), los llamados Juegos Intercalados y que no están reconocidos por el Comité Olímpico Internacional (COI), donde consiguió ganar la medalla de plata en la prueba individual de cinco pruebas y en el concurso completo de seis pruebas, quedando en ambas ocasiones detrás del francés Pierre Payssé.
En los Juegos Olímpicos de Londres 1908 realizados en Londres (Reino Unido) consiguió ganar la medalla de oro en la prueba individual, un metal que consiguió revalidar en los Juegos Olímpicos de 1912 realizados en Estocolmo (Suecia). En estos mismos Juegos consiguió ganar una nueva medalla en el concurso por equipos y fue el abanderado de su país en la ceremonia inaugural.
A lo largo de su carrera consiguió ganar una única medalla en el Campeonato del Mundo de gimnasia artística. En 1932 fue el encargado de entrenar al equipo italiano de gimnasia artística que participó en los Juegos Olímpicos de Los Ángeles 1932 realizados en Los Ángeles (Estados Unidos).
En su honor se llamó el estadio de la ciudad de Módena, en el que juegan el Modena Football Club y la Unione Sportiva Sassuolo Calcio.